# Liste der Kulturdenkmale in Schmalfeld
In der Liste der Kulturdenkmale in Schmalfeld sind alle Kulturdenkmale der schleswig-holsteinischen Gemeinde Schmalfeld (Kreis Segeberg) aufgelistet (Stand: 14. April 2025).

## Legende
In den Spalten befinden sich folgende Informationen:
- Objekt-ID: die Nummer des Kulturdenkmales
- Lage: die Adresse des Kulturdenkmales und die geographischen Koordinaten. Kartenansicht, um Koordinaten zu setzen. In der Kartenansicht sind Kulturdenkmale ohne Koordinaten mit einem roten Marker dargestellt und können in der Karte gesetzt werden. Kulturdenkmale ohne Bild sind mit einem blauen Marker gekennzeichnet, Kulturdenkmale mit Bild mit einem grünen Marker.
- Offizielle Bezeichnung: Bezeichnung des Kulturdenkmales
- Beschreibung: die Beschreibung des Kulturdenkmales
- Bild: ein Bild des Kulturdenkmales

## Bauliche Anlagen
| Objekt-ID     | Lage                                     | Offizielle Bezeichnung | Beschreibung | Bild                             |
| ------------- | ---------------------------------------- | ---------------------- | --- | -------------------------------- |
| 3760 Wikidata | Dorfstraße (53° 52′ 50″ N, 9° 58′ 56″ O) | Königsbrücke           | Alteintragung (Aktualisierung vorgesehen) - Begründung: Alteintragung (Aktualisierung vorgesehen) - Schutzumfang: Alteintragung (Aktualisierung vorgesehen) - Denkmaltyp: Bauliche Anlage | weitere Fotos \| Fotos hochladen |

## Gründenkmale
| Objekt-ID | Lage                                    | Offizielle Bezeichnung | Beschreibung | Bild            |
| --------- | --------------------------------------- | ---------------------- | --- | --------------- |
| 44065     | Dorfstraße (53° 52′ 35″ N, 9° 59′ 9″ O) | Kaisereiche            | Kaisereiche mit Gedenkstein; 1913; Eiche für das Regierungsjubiläum Kaiser Wilhelms II., Gedenkstein mit Inschrifttafel - Begründung: geschichtlich, Kulturlandschaft prägend - Schutzumfang: Kaisereiche, Gedenkstein - Denkmaltyp: Gründenkmal | Fotos hochladen |

## Quelle
- Liste der Kulturdenkmale in Schleswig-Holstein – Kreis Segeberg

- Karte mit allen Koordinaten:
- OSM |
- WikiMap